# Andrea Conti (calciatore 1977)
Andrea Conti (Roma, 23 agosto 1977) è un allenatore di calcio ed ex calciatore italiano.

## Biografia
Il padre Bruno ed il fratello Daniele sono stati anch'essi calciatori professionisti.
Sua figlia Anastasia ha una relazione col centrocampista della Roma Niccolò Pisilli.

## Carriera
Esordì in Serie A con la Roma nel 1996-1997, ma giocò i successivi anni nelle serie minori del campionato italiano di calcio fino al 2007. Dopo le prime esperienze tra Carpi, Fano e Nocerina in Serie C1 e C2, nelle quali non superò le 7 presenze a stagione, ed un campionato con il Castel di Sangro, iniziò a trovare maggiore continuità, prima nel Brescello in Serie C2, raggiungendo le 26 presenze con 4 gol segnati, poi nel Lanciano, in C1, dove ripeté le 26 presenze, realizzando 3 reti.
Nella stagione 2004-2005, dopo aver giocato solo 7 incontri in C1 con i Frentani, scese di categoria, passando all'Ancona in C2, dove concluse il campionato realizzando 4 reti in 15 gare. Poche presenze anche nella stagione successiva, solo 5 nella prima parte del campionato di Serie C2 2005-2006, con il ritorno al Lanciano, dove rimase anche nella stagione successiva.
Nell'estate del 2007 è stato acquistato dal Bellinzona, squadra della Challenge League svizzera. Al termine della prima stagione in Svizzera ha conquistato il secondo posto nella Coppa Svizzera, dietro al Basilea, la promozione nella Super League e la riconferma per il successivo campionato nella massima serie svizzera dove ha collezionato complessivamente 64 partite con 10 reti. Finisce la carriera nel Malcantone del quale nel 2015-2016 diviene anche allenatore. Il 15 maggio 2017 viene ufficializzato il suo ruolo di responsabile del settore giovanile della Racing Roma.
Nella stagione 2022-2023 allena l’Under-14 della Roma, mentre nel 2022 inaugura il Conti Sport City ad Anzio.